# Elektrofysiologi
Elektrofysiologi är den vetenskapliga läran som studerar elektriska fenomen på cell- eller organismnivå.